# Waltershagener Bach
Der Waltershagener Bach oder auch Walterbach ist ein 8,5 Kilometer langer, rechter beziehungsweise östlicher Nebenfluss der Rodenberger Aue in den niedersächsischen Landkreisen Hameln-Pyrmont und Schaumburg. Er fließt im Deister-Süntel-Tal, das von den Höhenzügen des Deisters im Nordosten und des Süntels im Südwesten umgeben ist.
Der Waltershagener Bach hat seine Quellen im Deister östlich von Nienstedt im Landkreis Hameln-Pyrmont. Er durchquert in westliche Richtung das in einem Talkessel gelegene Nienstedt, sammelt dabei das Wasser vieler kleiner Zuflüsse von den umliegenden Deisterhängen und fließt durch das bei der Ortslage Waltershagen gelegene Naturschutzgebiet Walterbachtal auf der Grenze zum Landkreis Schaumburg. In diesem unterquert er bei Klein Amerika die B 442 und mündet nach Querung der Trasse der ehemaligen Süntelbahn südlich von Messenkamp in die Rodenberger Aue.